# 抬頭顯示器
（缩写HUD）是一种運用在交通工具上的飛行輔助儀器。抬頭的意思是駕駛者不需要低頭查看儀表就能夠看到其需要的重要資訊。抬頭顯示器最早出現在軍用飛機上，降低飛行員需要低頭的頻率，避免注意力中斷以及喪失對狀態意識的掌握。因為HUD的方便性以及能夠提高飛行安全，民航機也紛紛跟進安裝。HUD最早是使用在軍用飛機上，目前已使用在民航機、汽車以及其他的應用上。

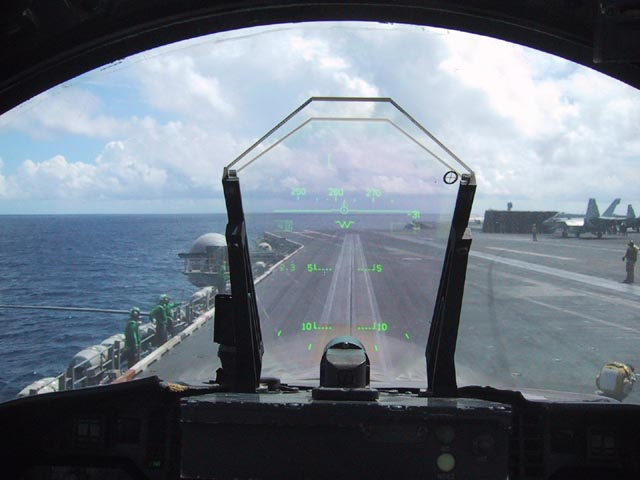
F/A-18C的抬頭顯示器

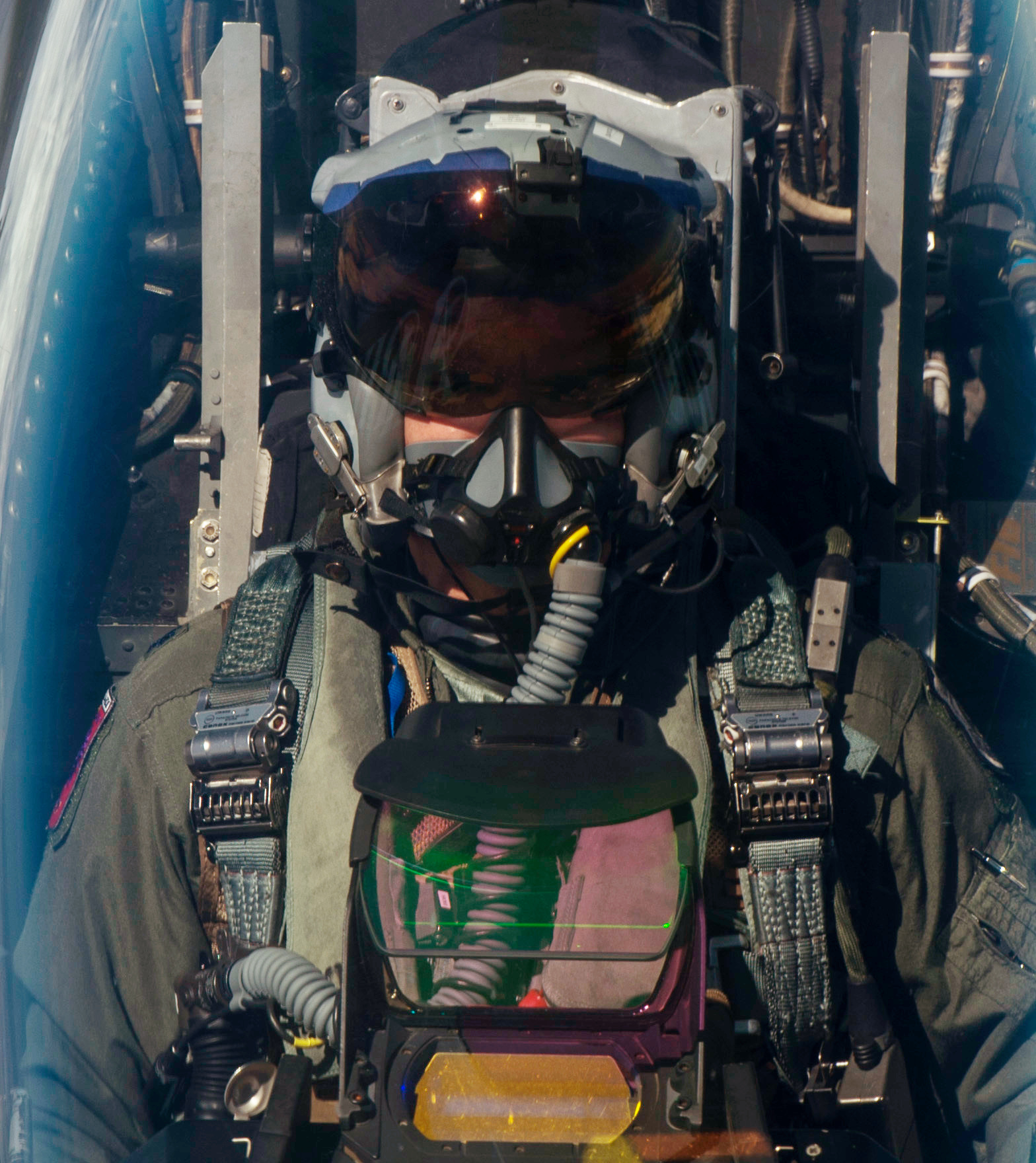
F-16的頭盔瞄準器及抬頭顯示器

雖然HUD目前廣泛的使用在各類軍用飛機上，但是並非任何位於座艙前方的裝置都是HUD，有些只是單純的光學瞄準器而已。

## 原理
HUD是利用光學反射的原理，將重要的飛行相關資訊投射在一片玻璃上面。這片玻璃位於座艙前端，文字和影像被投射在鍍膜鏡片（析光鏡）並平衡反射進飛行員的眼睛。飛行員透過HUD往前方看的時候，能夠輕易的將外界的景象與HUD顯示的資料融合在一起。由於反射進眼睛中的影像永遠與飛機的中軸平衡，所以飛行員的身高不會對俯仰角或目視瞄準造成偏差。HUD設計的用意是讓飛行員不需要低頭查看儀表的顯示與資料，始終保持抬頭的姿態，降低低頭與抬頭之間忽略外界环境的快速變化以及眼睛焦距需要不斷調整產生的延遲與不適。
HUD投射的資料主要與飛行安全有重要關係，譬如飛行高度，飛行速度，航向，垂直速率變化，飛機傾斜角度等等。使用於戰鬥環境時，還會加上目標資料，武器，目視瞄準器與發射的相關資料，預估命中點等等。這些顯示的資料能夠根據不同狀況而變換。

## 歷史
HUD的前身是使用在戰鬥機上的光學瞄準器，這種瞄準器利用光學反射原理，將環狀的瞄準圈光網投射在裝置在座艙前端的一片玻璃或者是座艙罩上面，投射的影像對於肉眼的焦距是定在無限遠的距離上面，當飛行員瞄準目標的時候不會妨礙到眼睛的運作，維持清晰的顯示。這種瞄準器最早出現是在第一次世界大戰期間。到了第二次世界大戰的時候開始被廣泛利用。
HUD誕生的最重要關鍵是類比電腦開始運用在飛機上。因為顯示在HUD上的文字或者是圖形需要經過處理之後產生，傳統儀表產生的訊號無法直接使用在HUD的顯示需求上，必須透過電腦處理轉換之後，將需要的資料傳遞給HUD的顯示單元，再將影像投射到前方的玻璃上。第一架使用HUD的飛機是美國海軍的A-5艦載機。
民用航空是在1975年由法國Dassault飛機公司首先使用在Mercure飛機上面。1970年代晚期美國麥克唐納·道格拉斯飛機公司在生產的MD-80系列飛機上開始採用HUD。
HUD的使用到了1970年代中期以後開始普遍化，除了美國本身以外，其他國家也陸續購買或者是研發相關的系統。然而這時候有一個新的衍生問題出現：由於HUD需要佔用駕駛艙前方的空間，而這個空間又和座艙罩的設計有很大的關聯，即使許多戰鬥機已經使用光學瞄準器，體積較大的HUD可能無法順利安裝在需要的位置上，導致日後座艙罩在設計上必須考慮預留HUD需要的空間。目前美國空軍下一代戰機「F-35」則已捨棄HUD，改採頭盔顯示器來取代HUD。
HUD將傳統指針儀表提供的資料改以文字或者是數字表現，成為下一波軍用機儀表顯示改良：玻璃駕駛艙的起點。

## 基本架構
HUD的基本架構包含兩個部分：資料處理與影像顯示。
資料處理單元是將飛機上各系統的資料整合處理之後，根據選擇的模式轉換成預先設定的符號，圖形或者是以文字或者是數字的型態輸出。有些產品將訊號處理與影像輸出分成兩個裝置，不過大致上都是類似的工作方式。
影像顯示裝置就是安裝在座艙前方，位於飛行員與座艙罩之間的空間上。影像顯示裝置接收來自資料處理裝置的資訊，投射在玻璃上面。顯示裝置並且附有控制面板，能夠調解或者是改變輸出的影像。

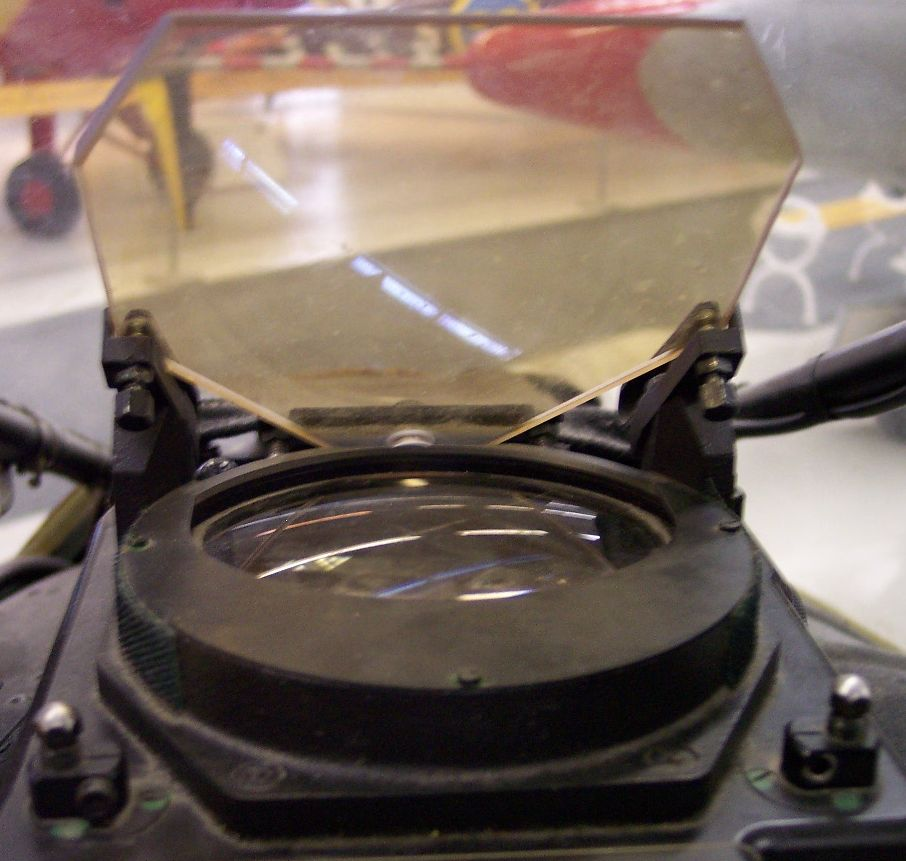
比較舊型的平视显示器

## 新一代的發展
新一代的HUD在影像顯示方面的改良包括採用全像攝影（Holographic）顯示方式，擴大顯示影像的範圍，尤其是增加水平上的視野角度，減少支架的厚度對於視野的限制與影響，增強不同光度與外在環境下的顯示調整，強化影像的清晰度，與其他光學影像輸出的配合，譬如說能夠將紅外線影像攝影機產生的飛機前方影像直接投射到HUD上，與其他的資料融合顯示，配合夜視鏡的使用以及採用彩色影像顯示資料。
在資料處理單元上的改良包括提高處理的速率和效率，增加與其他新航空電子或者是感測器的資料接收能力，強化圖形處理與產生功能等方面。

## 衍生產品
HUD是將影像投射在座艙前方的固定裝置上，當飛行員轉動頭部的時候，這些影像就會暫時離開他的視野範圍。因此有人建議將影像直接透射在附加於飛行員的頭盔前方，隨時與飛行員的視野範圍重合。
美國是最早研究頭盔顯示器的國家之一，代號為VTAS(Visual Target Acquisition Set)的頭盔瞄準具曾在1960年代於F-4戰鬥機上進行短暫試驗，但是並未進入量產。蘇聯是第一個正式在戰鬥機上採用頭盔瞄準器的國家，譬如米格-29使用ZSh-3UM頭盔瞄準器，搭配R73（北約編號AA-11）空對空飛彈使用。
不過頭盔瞄準器只是光學瞄準器的衍生產品，無論是在顯示的資料量以及功能上都必須與HUD密切配合，譬如蘇聯的頭盔瞄準器只是作為R73飛彈的射擊指揮為主，不提供其他飛行所需要的資料。更進一步的功能強化版被稱為頭盔顯示器（Helmet Display），他將HUD與其他相關功能整合之後，直接投射在飛行員頭盔前方。
美國把更近一步的頭盔顯示/瞄準系統（IHADDS）應用在AH-64阿帕契上，IHADDS分為兩個部分：頭盔顯示系統（Helmet Display System，HDS）及頭盔追蹤系統（Head Tracking System，HTS）。其中，HDS包含頭盔顯示單元（Helmet Display Unit，HDU）、電子顯示單元（Display Electronic Unit，DEU）以及影像調節面板（Display Adjust Panel，DAP），主要功能是將基本飛行資料、武器射控資訊、PNVS的紅外線影像以及TADS的攝影機影像投影在頭盔右側的HDS上（單眼）供乘員使用；至於HTS則包含四個單元：整合頭盔單元（Integrated Helmet Unit，IHU）、感測器量度單元（Sensor Surveying Unit，SSU）、電子標定單元（Sight Electronic Unit，SEU）以及十字線瞄準單元（Boresight Reticle Unit，BRU），主要功能是利用紅外線感應原理辨認飛行員頭部的轉動方向，然後連動機首感測器與機砲，使其與飛行員目光合而為一，大幅增加了AH-64A的戰鬥效率。除了頭盔瞄準系統外，AH-64A的砲手席還設有傳統的整體式光學中繼管/瞄準單元（Optical Relay Tube/Display Unit，ORT/DU），用於接收TADS的光學直接瞄準儀的影像。
以美國服役不久的聯合頭盔顯示系統（Joint Helmet Mounted Cueing System，JHMCS）可以取代HUD的顯示功能，並且能夠協助行員投射各種對空與對地武器，不侷限於特定的飛彈系統，當飛行員的視野與機上現有的HUD重疊的時候，JHMCS的影像會自動消失以免產生混淆。

## 外部連結
- M76抬頭顯示器介紹
- GlobalSecurity.Org網頁上有關JHMCS的說明 （页面存档备份，存于）
- JHMCS產品網頁
- 中国客机首次低能见度150米起飞-北京青年报 （页面存档备份，存于），2018年1月1日

1. ↑  . www.caac.gov.cn.   [2025-06-26].
2. ↑  . Smithsonian National Air and Space Museum.   [2022-03-16].